# 거창 상림리 건계정
거창 상림리 건계정(居昌 上林里 建溪亭)은 대한민국 경상남도 거창군 거창읍에 있는, 대한제국 시대의 누정이다. 2009년 2월 19일 경상남도의 문화재자료 제457호로 지정되었다.

## 개요
건계정은 조선말기의 누정으로 정면 3칸, 측면 2칸의 2층건물로 위천(渭川) 유역의 반석 위에 세워진 정자이다.
거창장씨(居昌章氏)들이 그들의 선조 장종행(章宗行)의 공적을 기리기 위하여 이 정자와 보은재(報恩齋) 및 사적비를 세우고, 그들 성씨집단이 유래한 곳이라는 중국 건주(建州) 땅의 지명을 따서 건계정이라 이름지었다

## 같이 보기
- 거창 장씨

## 참고 자료
- 거창 상림리 건계정 - 국가유산청 국가유산포털